# David Murry

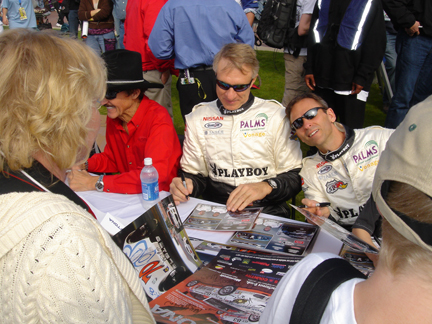
David Murry (Mitte) 2007

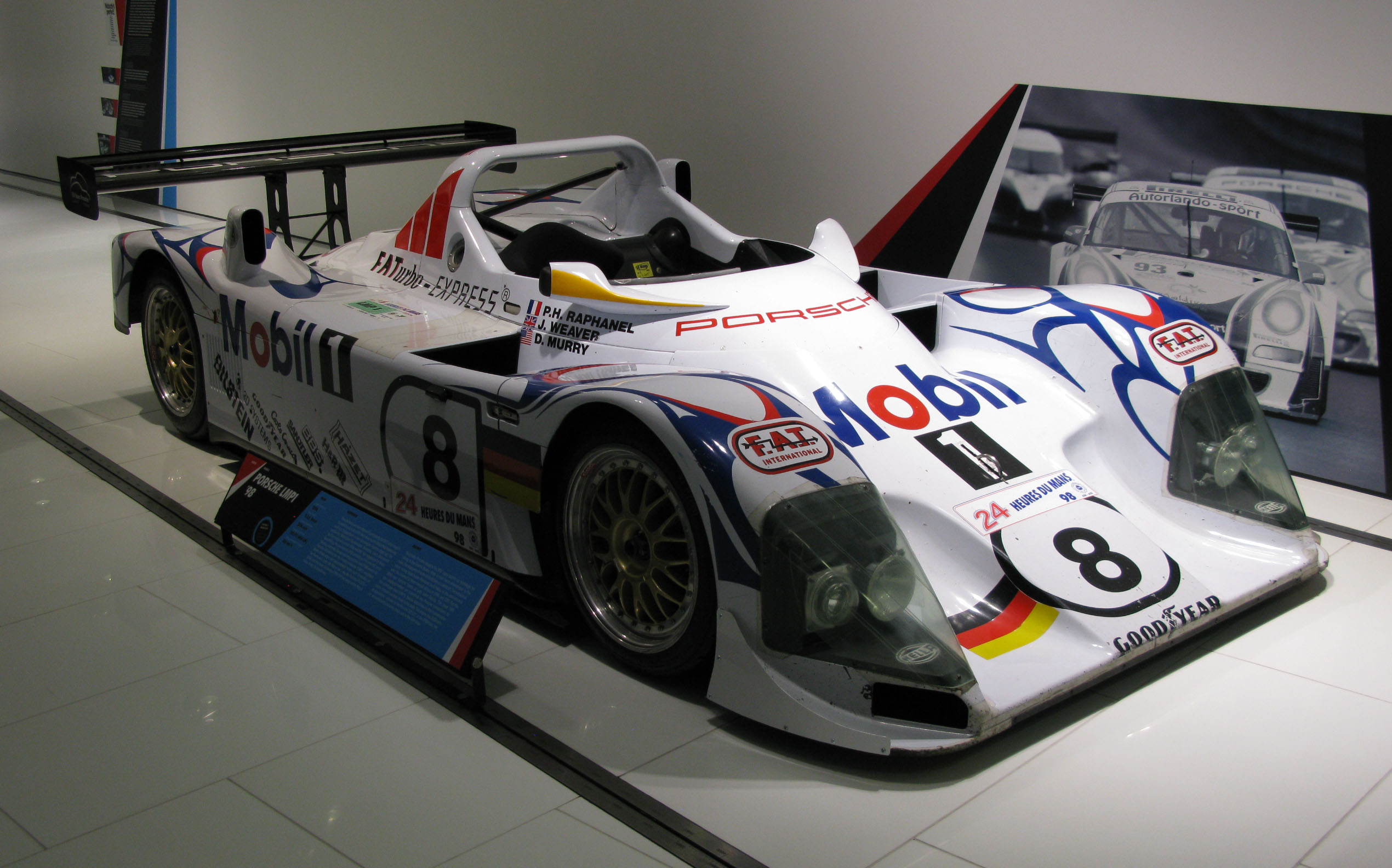
Der Porsche LMP1 mit dem David Murry 1998 beim 24-Stunden-Rennen von Le Mans am Start war

David Keith Murry (* 29. Januar 1957 in Cartersville) ist ein ehemaliger US-amerikanischer Autorennfahrer und Rennstallbesitzer.

## Karriere als Rennfahrer
Die Fahrerkarriere von David Murry begann 1981 in der Formel Ford. Bekannt wurde er als Sportwagen-Rennfahrer. Seine ersten Einsätze hatte er Ende 1986 in der IMSA-GTP-Serie, mit ersten Erfolgen in den 1990er-Jahren. 1995 wurde er Gesamtvierter beim 24-Stunden-Rennen von Daytona und kam 1998 als Fahrer bei Joest Racing zum 24-Stunden-Rennen von Le Mans. Gemeinsam mit James Weaver und Pierre-Henri Raphanel fuhr er den Porsche LMP1, der nach einem Motorschaden ausfiel. Murry ging viermal in Le Mans an den Start; seine beste Platzierung im Schlussklassement war der 17. Rang 2000.
David Murry war bei mehr als 250 Sportwagenrennen am Start. Er feierte einen Gesamt- und acht Klassensiege. In den letzten Jahren fuhr er in der American Le Mans Series und der Continental Tire Sports Car Challenge.

## Statistik

### Le-Mans-Ergebnisse
| Jahr | Team                      | Fahrzeug          | Teamkollege           | Teamkollege      | Platzierung | Ausfallgrund |
| ---- | ------------------------- | ----------------- | --------------------- | ---------------- | ----------- | ------------ |
| 1998 | Joest Racing              | Porsche LMP1-98   | Pierre-Henri Raphanel | James Weaver     | Ausfall     | Motorschaden |
| 2000 | Seka Racing International | Porsche 911 GT3-R | Johnny Mowlem         | Sascha Maassen   | Rang 17     |              |
| 2001 | Dick Barbour Racing       | Reynard 01Q-LM    | John Graham           | Milka Duno       | Ausfall     | Unfall       |
| 2011 | Robertson Racing LLC      | Ford GT-R Mk.VII  | David Robertson       | Andrea Robertson | Rang 26     |              |

### Sebring-Ergebnisse
| Jahr | Team                      | Fahrzeug                | Teamkollege      | Teamkollege        | Teamkollege | Platzierung | Ausfallgrund  |
| ---- | ------------------------- | ----------------------- | ---------------- | ------------------ | ----------- | ----------- | ------------- |
| 1987 | Bieri Racing              | Alba AR2                | Uli Bieri        | Angelo Pallavicini |             | Ausfall     | Motorschaden  |
| 1994 | Lotus USA                 | Lotus Esprit X180R      | Doc Bundy        |                    |             | Rang 23     |               |
| 1995 | Lloyd Hawkins             | Porsche 968             | Lloyd Hawkins    | Shawn Hendricks    |             | Rang 18     |               |
| 1996 | Chapman Root              | Porsche 911 Turbo       | Charlie Nearburg | Chapman Root       |             | Rang 10     |               |
| 1997 | Jim Mathews Racing        | Porsche 911             | Hurley Haywood   | Jim Matthews       |             | Rang 17     |               |
| 1998 | Matthews-Colucci Racing   | Riley & Scott Mk III    | Hurley Haywood   | Jim Matthews       | Derek Bell  | Ausfall     | Motorschaden  |
| 1999 | Reiser Callas Rennsport   | Porsche 911 Carrera RSR | Johnny Mowlem    |                    |             | Ausfall     | Motorschaden  |
| 2000 | Skea Racing International | Porsche 911 GT3-R       | Johnny Mowlem    |                    |             | Rang 11     |               |
| 2001 | Kelly-Moss Motorsports    | Porsche 911 GT3-RS      | Anthony Lazzaro  |                    |             | Ausfall     | Antriebswelle |
| 2002 | J3 Racing                 | Porsche 911 GT3-RS      | Justin Jackson   | Mike Fitzgerald    |             | Ausfall     | Unfall        |
| 2003 | J3 Racing                 | Porsche 911 GT3-RS      | Justin Jackson   | Brian Cunningham   |             | Ausfall     | Aufhängung    |
| 2004 | White Lightning Racing    | Porsche 911 GT3-RS      | Craig Stanton    |                    |             | Rang 11     |               |
| 2005 | Flying Lizard Motorsports | Porsche 996 GT3-RSR     | Lonnie Pechnik   | Seth Neiman        |             | Ausfall     | Motorschaden  |
| 2008 | Robertson Racing          | Ford GT-R               | David Robertson  | Andrea Robertson   |             | Ausfall     | Unfall        |
| 2009 | Robertson Racing LLC      | Ford GT-R Mk.7          | David Robertson  | Andrea Robertson   |             | Rang 13     |               |
| 2010 | Robertson Racing          | Ford GT-R               | David Robertson  | Andrea Robertson   |             | Rang 22     |               |
| 2011 | Robertson Racing          | Ford GT                 | Anthony Lazzaro  | Colin Braun        |             | Ausfall     | Mechanik      |